# Vita residua
La vita residua di uno strumento finanziario è il tempo che intercorre tra la data in cui si valuta uno strumento e la sua data di scadenza (in inglese maturity date).
In generale è sempre conosciuta per un'obbligazione e assente in un'azione.
Esempio: sia dato un Buono del tesoro poliennale (BTP) con scadenza 31/12/2025. Sia la data odierna 31/12/2020. La vita residua di questo titolo è 5 anni.